# Caradrina samurana
Caradrina samurana är en fjärilsart som beskrevs av Charles Boursin 1940. Caradrina samurana ingår i släktet Caradrina och familjen nattflyn. Inga underarter finns listade i Catalogue of Life.